# Circus Maximus
Circus Maximus (v latinščini za 'največji ali velik cirkus'; italijansko Circo Massimo) je antični rimski stadion za dirke z vozovi in množično zabavo, ki stoji v Rimu v Italiji. Bil je v dolini med Aventinskim in Palatinskim gričem in je bil prvi in največji stadion v starem Rimu in kasnejšem imperiju. Meril je 621 m v dolžino in 118 m v širino in je lahko sprejel več kot 150.000 gledalcev. V svoji popolnoma razviti obliki je postal model za cirkuse po vsem rimskem imperiju. Prostor je zdaj javni park.

## Dogodki in uporaba
Cirkus je bil največje mesto v Rimu za ludi, javne igre, povezane z rimskimi verskimi prazniki. Ludi so sponzorirali vodilni Rimljani ali rimska država v korist rimskega ljudstva (populus Romanus) in bogov. Največ jih je bilo letno ali letno po rimskem koledarju. Druge bi lahko darovali, da bi izpolnili versko zaobljubo, kot so igre ob praznovanju triumfa. V rimski tradiciji je najstarejši triumfalni ludi v cirkusu daroval Tarkvinij Ošabni Jupitru ob koncu obdobja kraljestva, za svojo zmago nad Pometijo (danes Pomezia v Laciju). 
Ludi je trajal in obsegal od enodnevnih ali celo poldnevnih dogodkov do spektakularnih večdnevnih praznovanj z verskimi obredi in javnimi prazniki, dirkami s konji in kočijami, atletiko, igro in recitali, lovom na zveri in gladiatorskimi boji. Nekateri so vključevali tudi javne usmrtitve. Večji ludi v Cirkusu se je začel z razkošno parado (pompa circensis), podobno kot triumfalna procesija, ki je zaznamovala namen iger in predstavila udeležence. 
Med rimsko republikansko dobo so igre organizirali edili. Najcenejši in najkompleksnejši ludi je ponudil priložnost za oceno kompetentnosti, velikodušnosti in ustreznosti za višjo službo. Vendar se zdi, da so bili nekateri dogodki v cirkusu relativno majhni in intimni. Leta 167 pr. n. št. so na začasni stopnji nastopili »flavtisti, scenski umetniki in plesalci«, verjetno postavljeni med dvema osrednjima tribunama. Drugi so bili zelo veliki, da bi se prilegali celotnemu prostoru. Tu je bil leta 169 pr. n. št. venatio (latinsko za 'lov'), drugi v tem stoletju, ki je zaposlil »63 leopardov in 40 medvedov in slonov«, pri čemer so bili gledalci verjetno varni za precejšnjo oviro .
Ko so se rimske province razširile, so obstoječe ludi olepšali in politiki izumili nove ludi, ko so tekmovali za božansko in ljudsko podporo. V pozni republiki so ludi potekali 57 dni v letu , neznano število teh bi zahtevalo polno uporabo Cirkusa. V mnogih drugih dneh bi morali vozniki in jahači trenirati. V nasprotnem primeru so za živali, s katerimi so trgovali na bližnjem govedorejskem trgu (Forum Boarium), tik pred startnimi vrati, naredili priročno zavetišče. Pod zunanjimi tribunami, so bile poleg številnih vhodov v Cirkus, delavnice in trgovine. Ko ni bilo nobenih iger, je bil Cirkus v času [f Gaj Valerij Katul |Katul]]a (sredina 1. stoletja pr. n. št.) verjetno »prašen odprt prostor s trgovinami in stojnicami ... pisano preobremenjeno območje« , ki so ga obiskovale »prostitutke, žonglerji , vrači in umetniki nižjega razreda«.
Rimski cesarji so se srečali z vedno večjim povpraševanjem po rednih ludijih in potrebo po bolj specializiranih prizoriščih, kot bistvenih obveznosti njihovega vladanja in kulta. V več stoletjih razvoja je Circus Maximus postal najpomembnejši rimski prostor za dirke z vozovi. Do konca 1. stoletja našega štetja je bil zgrajen Kolosej, da bi gostil večino gladiatorskih prireditev in manjših iger z zvermi, večina športnikov na progi pa je tekmovala na namensko zasnovanem Domicijanovem stadionu, čeprav so bile dirke na dolge razdalje še vedno v Cirkusu . 
Sčasoma je bilo 135 dni v letu namenjenih ludiju .
Tudi na vrhuncu svojega razvoja kot dirkališče z vozovi je cirkus ostal najbolj primeren prostor v Rimu za verske procesije velikega obsega in je bil najbolj priljubljen kraj za obsežne venationes; v poznem 3. stoletju je cesar Prob priredil spektakularno predstavo v Circusu, v kateri so na posebej zgrajenem odru lovili zveri skozi pravi gozd dreves . S prihodom krščanstva kot uradne religije cesarstva je ludi postopoma izgubil naklonjenost. Zadnji znani lov na zveri v Cirkusu Maximusu je bil leta 523., zadnjo znano dirko pa je imel kralj Totila leta 549. 

## Topografija in zgradba

### Obdobje kraljestva
Circus Maximus je bil postavljen na ravnici doline Murcia (Vallis Murcia), med rimskima gričema Aventin in Palatin. V zgodnjih rimskih časih je bila dolina bogato kmetijsko zemljišče, ki je bilo nagnjeno k poplavam reke Tibere in potoka, ki je delil dolino. Potok je bil verjetno že zgodaj premoščen z mostom, na dveh točkah, kjer je bilo treba prečkati tok in najstarejše dirke bi bile izvedene znotraj kmetijske krajine »z nič več kot obračanjem okrog kola, brežino, kjer so gledalci lahko sedeli in nekaj svetišč in svetih točk«. 
V Livijevi Zgodovini Rima je prvi etruščanski rimski kralj Lucij Tarkvinij Prisk postavil lesen obod sedežev v Cirkusu za najvišje rimske državljane (equite in patricije), verjetno na sredi palatinske ravnice, z nadstreškom proti soncu in dežju. Njegov vnuk, Tarkvinij Superb, je dodal prve sedeže za ostale državljane (plebejce), ki so bili bodisi sosednji bodisi na nasprotni aventinski strani. Sicer je bil cirkus verjetno še vedno malo več kot steza skozi okoliške kmetije. V tistem času so morda območje osušili, a so lesena stojala in sedeži pogosto zgnili in so jih ponovno zgradili. Obračalni stebri (metae), ki so bili izdelani iz treh stožčastih kamnitih stebrov, so bili morda najstarejši stalni objekti v cirkusu; odprt kanal za odvodnjavanje med stebri bi služil kot ločilna pregrada. 

### Obdobje republike
Sponzor iger (latinsko editor) je po navadi sedel ob podobah udeleženih bogov, na vidnem, povišanem stojalu (pulvinar), toda sedeži na obodu proge so nudili najboljše, najbolj dramatične bližnje posnetke. Leta 494 pr. n. št. (zelo zgodaj v republiki) so bile diktatorju Maniju Valeriju Maksimu in njegovim potomcem dodeljene pravice do kurulskega stola (sella curulis) na jugovzhodnem zavoju, ki je nudil odličen pogled na navdušenje in potek dirke. V 190-ih letih pr. n. št. je bila zgrajena kamnita stranska tribuna izključno za senatorje. 
Stalna lesena startna vrata so bila zgrajena leta 329 pred našim štetjem. Bile so zaprte, svetlo pobarvane ,  in postavljene tako, da so bile izenačene razdalje od vsakega začetnega mesta do osrednje pregrade. Teoretično bi lahko namestili do 25 štirivpreg z vozom (kvadriga), toda ko so uvedli ekipne dirke, so te razširili in njihovo število zmanjšali. Do pozne republikanske ali zgodnje cesarske dobe je bilo dvanajst startnih vrat. Njihova razdelitev je imela spredaj hermo, ki je služila kot zaustavljalec vzmetnih vrat, tako da je bilo lahko dvanajst lahkih, štirivpreg ali dvovpreg z vozovi istočasno sproščenih na stezo. Startna mesta so bila izžrebana, različne ekipe pa so bile prepoznane po barvah. Vozili se je  sedem krogov na dirko. Od najmanj leta 174  pred našim štetjem so odštevali z velikimi kiparskimi jajci. Leta 33 pred našim štetjem je bil dodan dodatni sistem velikih bronastih števcev v obliki delfina, ki je bil postavljen precej nad osrednjo delilno pregrado (euripus) za največjo vidljivost. 
Razvoj cirkusa pod Julijem Cezarjem se je začel okoli leta 50 pr. n. št., podaljšali so sedeže na skoraj celoten krog proge, zaprli startna vrata in procesni vhod na polkrožnem koncu.  Trasa je imela približno 621 m  v dolžino in 150 m v širino. Med obodom tira in sedeži je bil skopan kanal, da bi zaščitili gledalce in pomagali izprazniti progo. Notranja tretjina sedežev je oblikovala  caveao ob progi. Sprednji odseki vzdolž osrednje ravnice so bili rezervirani za senatorje in tiste, ki so bili neposredno za njimi. Zunanji nivoji, dve tretjini vseh, so bili namenjeni rimskim plebejcem in nedržavljanom. Bili so leseni, z lesenimi servisnimi zgradbami in trgovinami pod vhodi. Skupno število sedežev je negotovo, vendar jih je bilo verjetno približno 150.000; Plinijeva ocena 250.000 je malo verjetna. Lesene tribune so bile poškodovane v požaru leta 31 pr. n. št., med gradnjo ali po njej.

### Obdobje cesarstva
Poškodbe zaradi požara leta 31 je verjetno popravil Avgust (Cezarjev naslednik in prvi rimski cesar). Skromno je zahteval kredit samo za obelisk in pulvinar na lokaciji, vendar sta bila oba velika projekta. Odkar je bil izkopan, še preden je obstajal Rim, je bil obelisk svet za egiptovske bogove sonca.  Avgust ga je pripeljal iz Heliopolisa z ogromnimi stroški in postavil na sredi pregrade v Circus. To je bil prvi obelisk v Rimu, eksotično sveti predmet in trajni spomin na Avgustovo zmago nad rimskimi sovražniki in njihovimi egiptovskimi zavezniki v nedavnih civilnih vojnah. Zahvaljujoč njemu je Rim zagotovil trajen mir in novo egiptovsko provinco. Pulvinar (poseben sedež, ki se je uporabljal za prikazovanje podob bogov, da bi lahko prejeli darila ob slovesnosti) je bil zgrajen v monumentalnem merilu, svetišče ali tempelj (aedes - bivališče boga), postavljen visoko nad sedeži ob progi. Včasih, ko so bile igre v teku, je Avgust opazoval od tam, skupaj z bogovi. Občasno bi se mu tam pridružila njegova družina. To je bil cirkus, ki ga je Dionizij iz Halikarnasa opisal kot »eno najlepših in občudovanja vrednih struktur v Rimu«, z »vhodi in pobočji za gledalce pri vsaki trgovini, tako da lahko nešteto tisoč ljudi vstopilo in odšlo brez nevšečnosti«. 
Območje je bilo še vedno nagnjeno k poplavam , verjetno skozi startna vrata, dokler ni Klavdij I. to izboljšal; verjetno so zgradili zunanji protipoplavni nasip. Požari v lesenih delavnicah in tribunah so bili veliko večja nevarnost. Zdi se, da se je ogenj leta 36 n. št. začel v delavnici košar pod tribunami na strani Aventina; cesar Tiberij je nadomestil izgube različnim malim podjetjem. V letu 64, med Neronovim vladanjem, je v polkrožnem koncu Cirkusa izbruhnil požar, ki je prečkal tribune in trgovine ter uničil velik del mesta. Igre in festivali so se nadaljevali v Cirkusu, ki je bil v več letih obnovljen v enakem obsegu in obliki. 
Do konca 1. stoletja našega štetja je srednjo razdelilno pregradno sestavljala vrsta vodnih bazenov ali pa je v nekaterih primerih odprt vodotok z mostovi. Nudila je priložnosti za umetniško ustvarjanje in dekorativno razmetavanje ter vključevala templje in kipe različnih božanstev, vodnjake in zatočišča za tiste pomočnike, ki so bili vključeni v nevarnejše cirkuške dejavnosti, kot so lov na zveri in okrevanje žrtev med dirkami.
Leta 81 je Senat na polkrožnem koncu Cirkusa zgradil slavolok v čast Tita, da bi nadomestil ali okrepil nekdanji procesni vhod. Cesar Domicijan je na Palatinu zgradil novo, večnadstropno palačo, ki je bila nekako povezana s Cirkusom; verjetno je gledal igre v avtokratskem slogu, od zgoraj navzdol in komaj viden tistim spodaj. Popravila škode zaradi požara v času njegovega vladanja so morda že potekala pred njegovim umorom.
Tveganje nadaljnjih požarov, skupaj z Domicijanovo usodo, je morda spodbudilo Trajanovo odločitev, da obnovi cirkus v celoti v kamnu in zagotovi nov pulvinar na tleh, kjer je bil rimski cesar viden in počaščen kot del rimske skupnosti z njegovimi bogovi. Pod Trajanom je Circus Maximus dobil  dokončno obliko, ki je ostala nespremenjena, razen nekaj monumentalnih dopolnitev kasnejših cesarjev, obsežno, načrtovano obnovo območja startnih vrat pod Karakallo ter popravila in obnove obstoječih materialov. Nekatera popravila so bila nepredvidena in obsežna, kot so bila tista, ki so bila izvedena v Dioklecijanovi vladavini, po porušitvi dela tribune je bilo ubitih približno 13.000 ljudi. 

## Religiozni pomen
Jugovzhodni zavoj na progi je potekal med dvema svetiščema, ki sta bila zgrajena pred formalnim razvojem Cirkusa. En na zunanjem robu na jugovzhodu je bil posvečen boginji doline Murcia, nejasnemu božanstvu, povezanem z Venero, grmičjem mirte, svetim izvirom, potokom, ki je delil dolino in manjšim vrhom Aventinskega griča. Drug je bil na jugovzhodnem obračališču, kjer je bilo podzemno svetišče Consusu, manjšemu bogu trgovine zrnja, povezano z boginjo žita Cerero in podzemljem. Po rimski tradiciji je Romul odkril to svetišče kmalu po ustanovitvi Rima. Izumil je festival Consualia kot način zbiranja svojih Sabinskih sosedov na proslavi, ki je vključevala konjske dirke in pitje. Med temi dogodki so Romulovi možje nato ugrabili hčere Sabincev kot neveste. Tako je slavni rimski mit o posilstvu Sabink imel izvor v Circusu in Consualiji.
V tem kvazi legendarnem obdobju bi konjske ali dirke z vozovi potekale na mestu Circusa. Širina proge je bila morda določena z razdaljo med svetiščema Murcia in Consusa na jugovzhodnem koncu in njegovo dolžino z razdaljo med tema dvema svetiščema in Herculesovo Ara Maxima, domnevno starejšim od Rima in nameščenim za Circusovim startnim mestom. Položaj svetišča Consusa na prehodu poti spominja na postavitev svetišč v grškem ekvivalentu rimskega Neptuna, Pozejdona, na grških hipodromih. V poznejših dogodkih je bil oltar Consusa, kot enega od božanstev cirkusa, vključen v element jugovzhodnega obračalnega mesta. Ko je bil delno zgrajen del Murcijevega potoka, da je med obračalnimi mesti tvoril delilno pregrado (hrbtenico ali euripus), je bilo njegovo svetišče ohranjeno ali obnovljeno. V pozno cesarskem obdobju sta bila tako jugovzhodni zavoj kot sam cirkus včasih znana kot Vallis Murcia. Simboli, ki se uporabljajo za štetje krogov dirke, so imeli tudi verski pomen; Kastor in Poluks, ki sta se rodila iz jajc, sta bila pokrovitelja konjev, konjenikov in konjeniškega reda (equites). Prav tako je poznejša uporaba delfinskih krogov okrepila povezave med tekmo, hitrostjo in Neptunom kot bogom potresov in konjev; Rimljani so verjeli, da so delfini najhitrejši od vseh bitij. Ko so Rimljani sprejeli Frigijsko mati Geat kot božanstvo, je bil v cirkusu postavljen njen kip na hrbtu levov, verjetno na delilni pregradi.
Kulti Sonca in Lune so bili verjetno predstavljeni v Cirkusu že od njegovih najzgodnejših faz. Njihov pomen se je povečal z uvedbo rimskega kulta v Apolonu in razvojem stoičnega in sončnega monizma kot teološke podlage za rimski imperij. V cesarskem obdobju je bil bog sonca božanski zaščitnik cirkusa in njegovih iger. Njegov sveti obelisk se je dvigal nad areno, postavljen v srednji pregradi, blizu njegovega templja in ciljne črte. Bog sonca je bil končni, zmagovalni voznik, ki je vozil svojo štirivprego (quadriga) skozi nebeški krog od sončnega vzhoda do sončnega zahoda. Njegov partner Luna je vozila svojo dvovprego (biga); skupaj sta predstavljala predvidljivo, urejeno gibanje vesolja in časovno vezje, ki je našlo analogijo v cirkuški stezi. V imperialni kozmologiji je bil cesar Sol-Apolonov zemeljski ekvivalent in Luna morda povezana s cesarico. Lunin tempelj, zgrajen precej pred Apolonovim, je zgorel v Velikem požaru leta 64 n. št. in verjetno ni bil zamenjan. Njen kult je bil tesno povezan z Dianinim, ki je bila zastopana v procesijah, ki so začele igre, in s Sol Indiges, običajno identificiran kot njen brat. Po tem, ko je izgubila svoj tempelj, se je njen kult prenesel v Solov tempelj na delilni pregradi ali pa ob njej; oba bi bila odprta za nebo.
Templji več božanstev so gledali na Cirkus; večina jih je zdaj izgubljenih. Templja Cerere in Flore sta stala skupaj na Aventinu, bolj ali manj nasproti startnih vrat Cirkusa, ki so ostala pod Herkulovo zaščito. Nadalje jugovzhodno vzdolž Aventina je bil tempelj Lune. Aventinski templji za Venero, Merkurja in Dīs Pater (ali morda Summanus) so stali na pobočjih nad jugovzhodnim zavojem. Na Palatinskem griču, nasproti Cererinega templja, je stal tempelj Magna Mater in, bolj ali manj nasproti Luninemu templju, eden boga sonca Palatinskega Apolona.
V zgodovinskih časih je v Cirkusu potekalo več festivalov, za katere ni pravih temeljev in datumov. Consualia, s polmitološko Romulovo ustanovitvijo in Cerealija, največji festival posvečen Cereri, sta verjetno starejša od zgodovinsko potrjenih »rimskih iger« (Ludi Romani), ki so jih v Circusu v čast Jupitru začeli leta 366 pr. n. št.  V zgodnji imperialni dobi Ovid opisuje odprtje Cerealij (od sredine do konca aprila) s konjsko dirko v Cirkusu , ki ji je sledila nočna sprostitev lisic na stadion, njihovi repi pa so bili razsvetljeni z baklami.  Nekaj zgodnjih povezav je verjetno med Cerero kot boginjo žitnih pridelkov in Consusom kot bogom skladiščenja žita in zaščitnikom cirkusa.

## Stanje in uporaba danes
Po 6. stoletju je bil cirkus opuščen in je razpadel, uporabljen za gradbeni material. Nižje ravni, ki so bile vedno nagnjene k poplavam, so se postopoma zakopavale pod preplavljenimi aluvialnimi tlemi in nakopičenimi odpadki, tako da je prvoten nivo zdaj pokopana 6 m pod današnjo površino. Cirkus je bil v 11. stoletju »zamenjan s stanovanji, ki jih je posodila kongregacija Saint-Guya«. V 12. stoletju je bil tam izkopan vodotok, ki je osušil zemljo, kot tržni vrt. Številne stalne strukture Cirkusa so preživele te spremembe; Leta 1587 je dva obeliska iz osrednje pregrade odstranil papež Sikst V. in enega od teh ponovno postavil na Piazza del Popolo. Sredi 19. stoletja so na mestu cirkusa odkrili spodnje dele tribun in zunanji portik. Od takrat je serija izkopavanj razkrila nadaljnje dele tribun, zavoj in srednjo pregrado, vendar je nadaljnje raziskovanje omejeno z obsegom, globino in preplavljanjem območja.
Prostor Circusa zdaj deluje kot veliko območje parka v središču mesta. Pogosto se uporablja za koncerte in srečanja. Tam je potekal rimski koncert Live 8 (2. julij 2005). Angleška skupina Genesis je leta 2007 izvedla koncert pred ocenjeno publiko 500.000 ljudi (to je bilo posneto in izdano kot When in Rome 2007). Rolling Stones so igrali pred 71.527 ljudmi 22. junija 2014. Cirkus je gostil zmagovalne slovesnosti svetovnega prvenstva v nogometu 2006 in A.S. Roma Serie A leta 2001.